# Ameridion unanimum
Ameridion unanimum là một loài nhện trong họ Theridiidae.
Loài này thuộc chi Ameridion. Ameridion unanimum được Eugen von Keyserling miêu tả năm 1891.